# ماما روما (فلم 1962)
ماما روما (بالإيطالية: Mamma Roma) فيلم إيطالي انتج سنة 1962 من تمثيل آنا ماغناني ومن إخراج بيير باولو بازوليني

## القصة
تدور قصة الفيلم حول شخصية غانية محترفة تقطع صلتها بماضيها، وتعيش مع ابنها المراهق «ايتوري» في ضواحي روما الفقيرة، وتسعى لضمان مستقبله، وأن تجد له عملاً لائقاً محترماً. وهي تكسب عيشها من بيع الخضار على عربة متنقلة تجول بها الشوارع، وتتمتع بروح مرحة، ما يجعل الناس يحبونها ويتعاطفون معها، ويطلقون عليها لقب ماما روما. يركز الفيلم بشكل خاص على مصير الابن المراهق ايتوري الذي يكتشف فجأة حقيقة عمل والدته، ويتورط شيئاً فشيئاً في السرقة لينتهي به المطاف في السجن مقيدا من يديه وقدميه

## روابط خارجية
- ماما روما على موقع IMDb (الإنجليزية)
- ماما روما على موقع روتن توميتوز (الإنجليزية)
- ماما روما على موقع نتفليكس (الإنجليزية)
- ماما روما على موقع قاعدة بيانات الأفلام العربية
- ماما روما على موقع ألو سيني (الفرنسية)
- ماما روما على موقع Turner Classic Movies (الإنجليزية)
- ماما روما على موقع أول موفي (الإنجليزية)
- ماما روما على موقع فيلمافينيتي (الإسبانية)
- ماما روما على موقع قاعدة بيانات الأفلام السويدية (السويدية)
- ماما روما على موقع قاعدة بيانات الفيلم (الإنجليزية)